# Société anonyme des établisements Mieusset
Société anonyme des Établisements Mieusset est un constructeur automobile français.

## Production
Claude Mieusset fonde à Lyon en 1867 une entreprise de production de pompes à incendie. En 1898, une première automobile a été créée. L’entreprise basée à Lyon a commencé à produire des automobiles en 1903. Le nom de la marque était Mieusset. L’usine était située au 152-154, Route d'Heyrieux, qui s’appelle aujourd’hui l’avenue Paul-Santy.Transformée en Société Anonyme, le 29 décembre 1904, au capital de 750 000 francs, porté, le 8 mars 1906, à 1 200 000 francs. En 1906, l’entreprise devient une société anonyme. En 1907, les moteurs suivants étaient disponibles :
Moteur bicylindre 7/9 HP de 1271 cm³ avec alésage de 85 mm et course de 112 mm.
Moteur quatre cylindres 12/16 HP de 2542 cm³ avec un alésage de 85 mm et une course de 112 mm. Quatre cylindres 20/24 HP de 4503 cm³ avec alésage de 105 mm et course de 130 mm. Quatre cylindres 30/40 HP de 6381 cm³ avec alésage de 125 mm et course de 130 mm . Plus tard, des véhicules utilitaires et des bateaux à moteur ont également été ajoutés.
La production a été arrêtée en 1929.

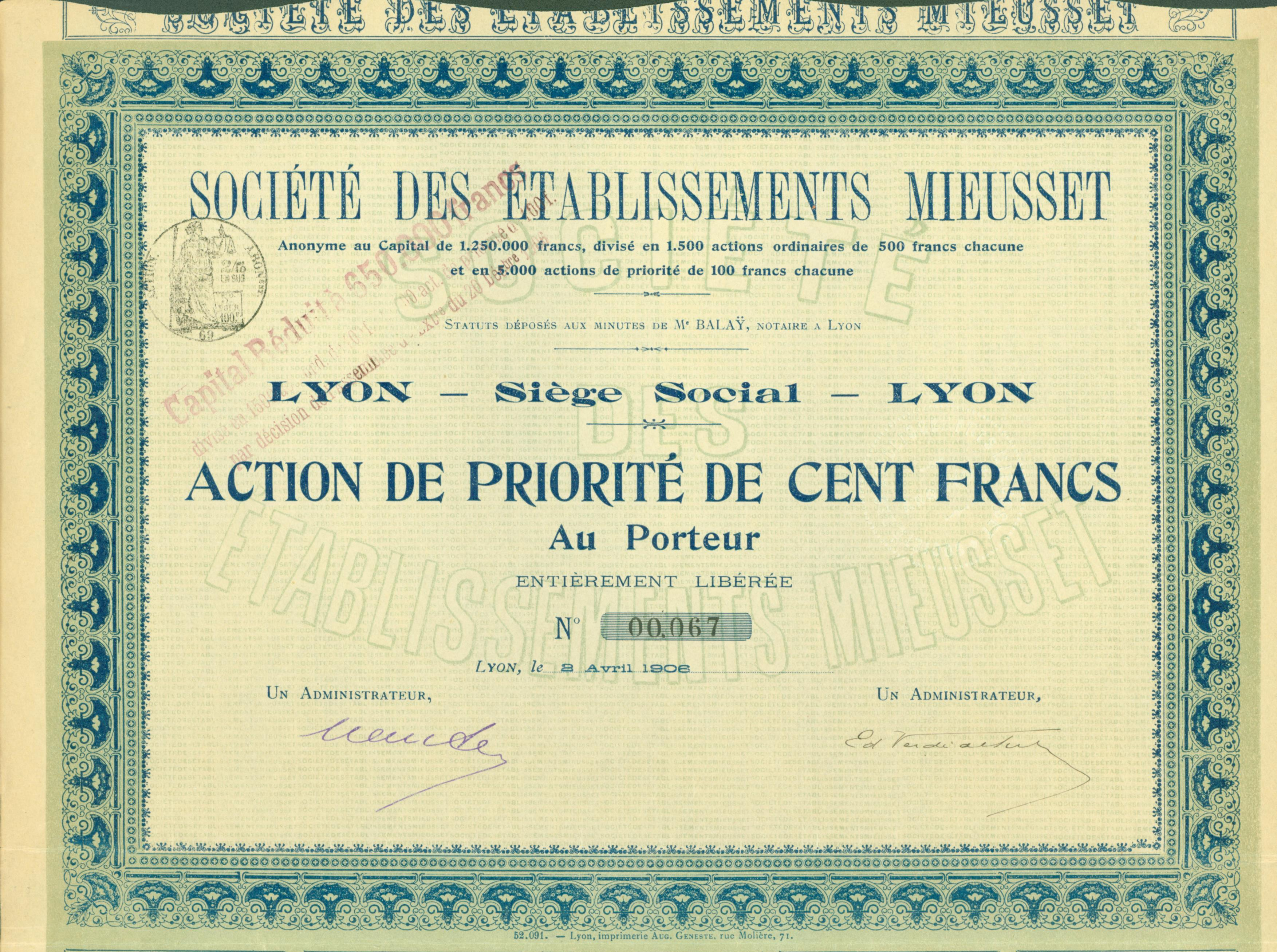
Etabl. Mieusset 1906.
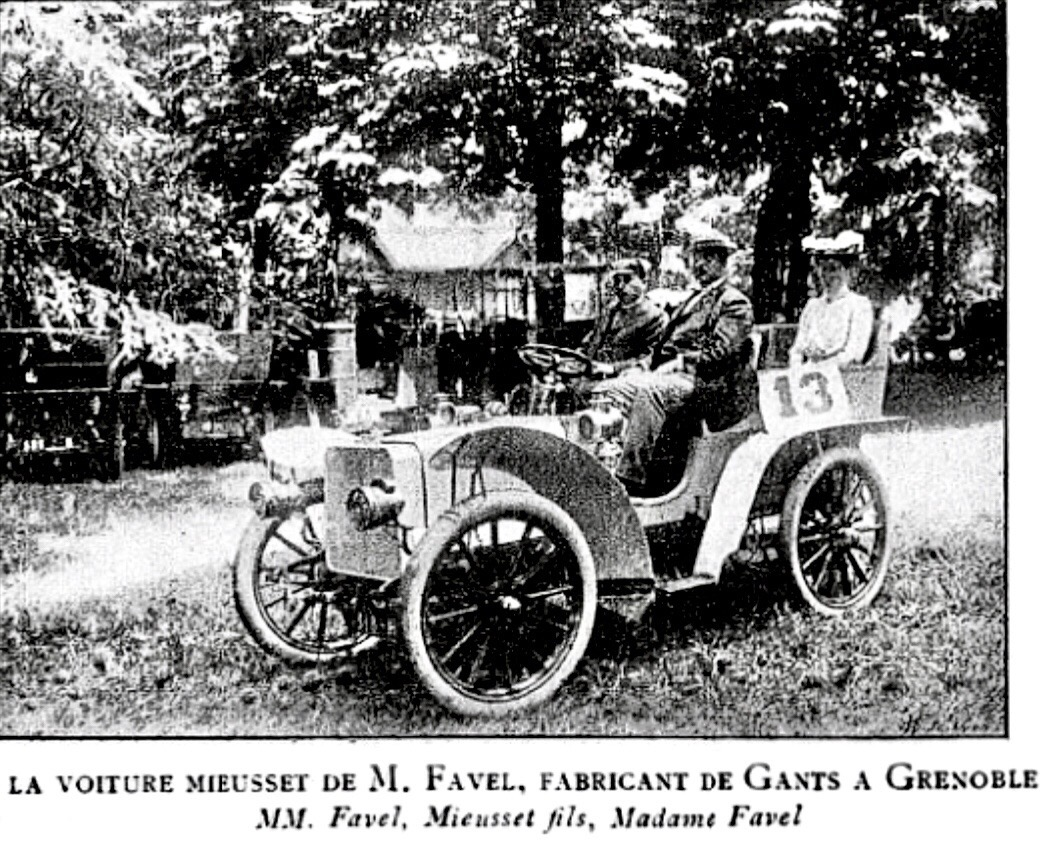
Mieusset quatre cylindres 6 CV (1903).
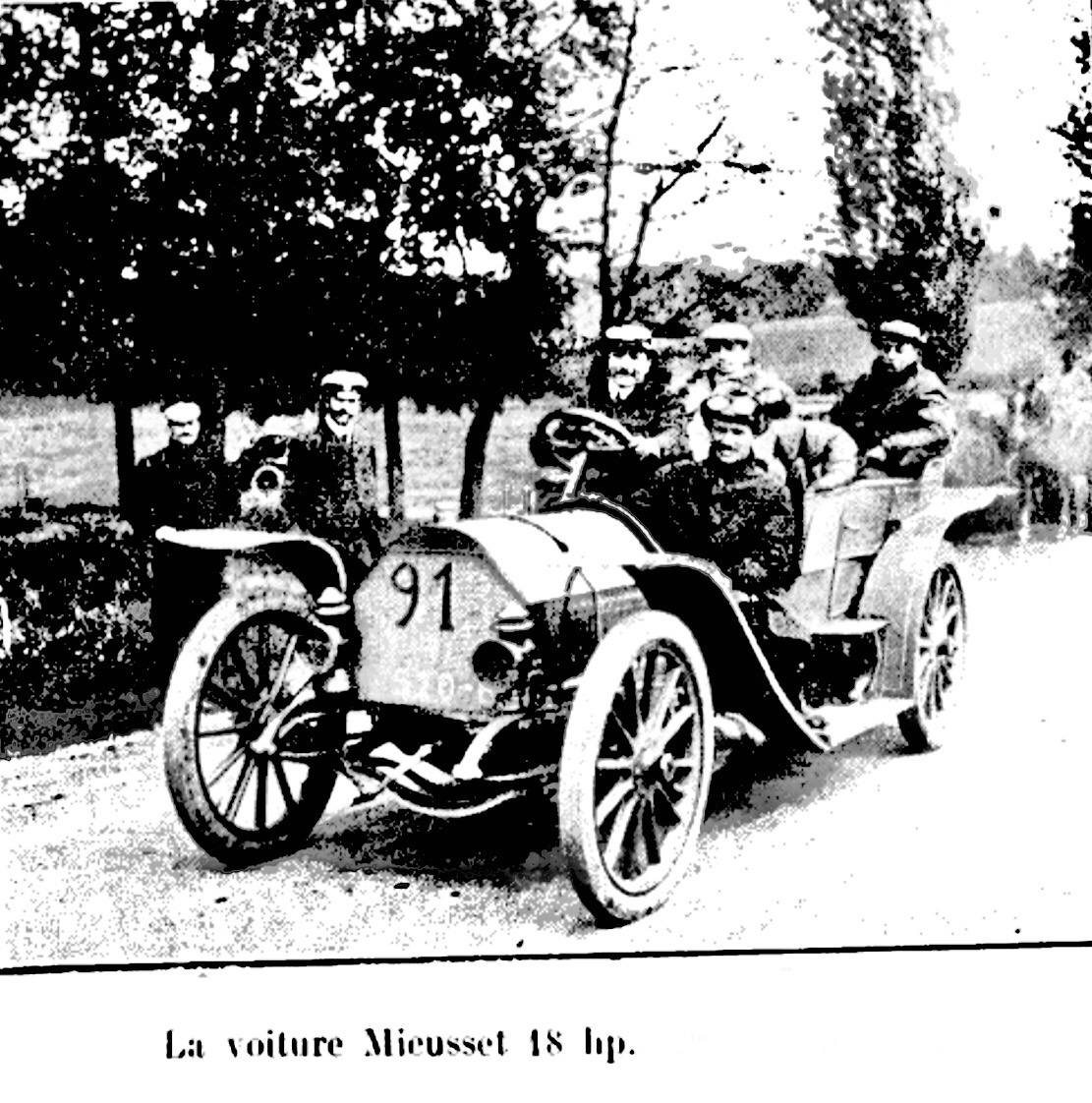
Mieusset 18 HP (1905).
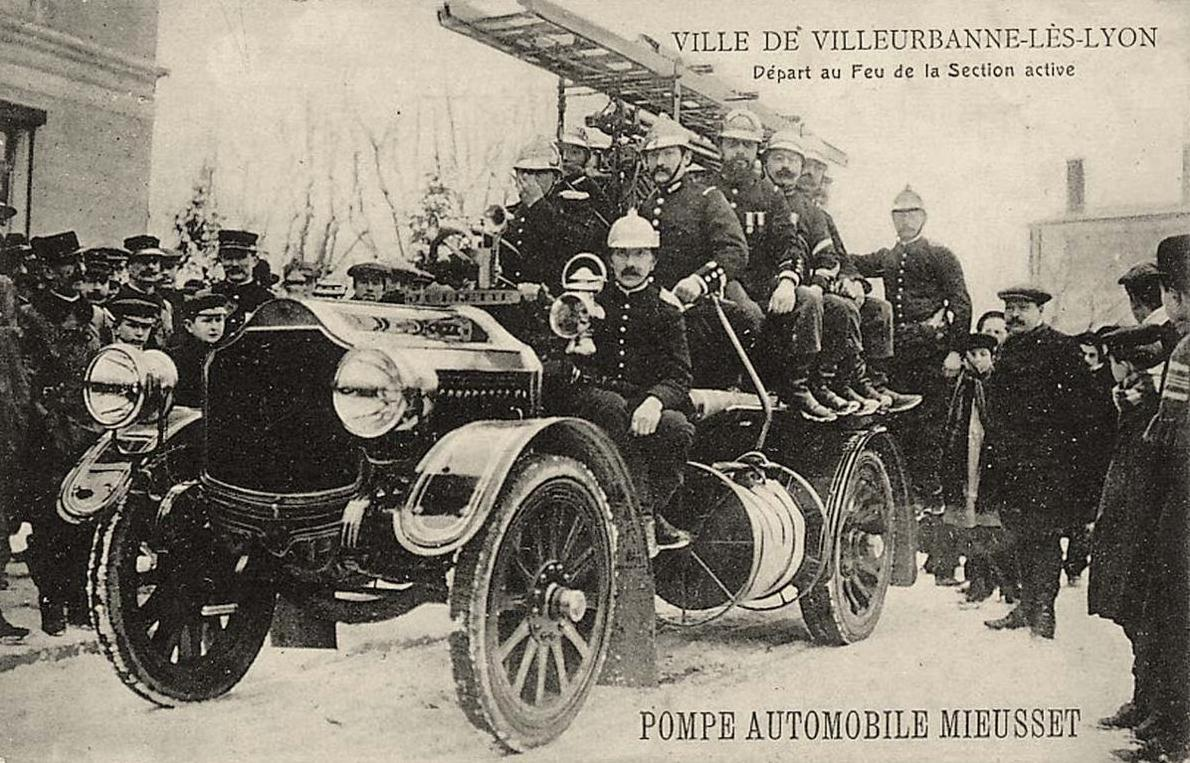
Villeurbanne.Départ au feu de la section active.Pompe automobile Mieusset.
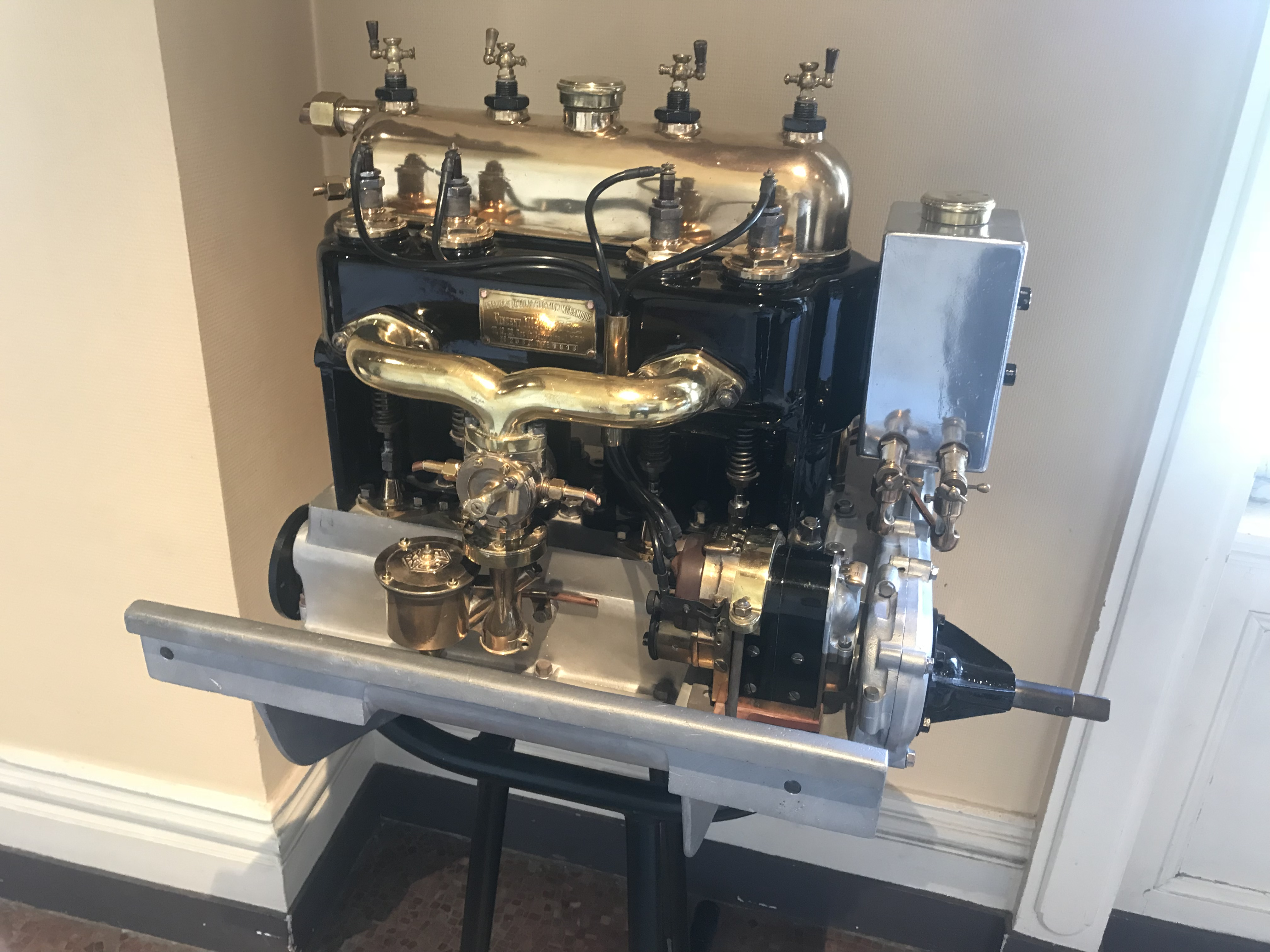
Moteur Mieusset 1916 Musée Henri Malartre.
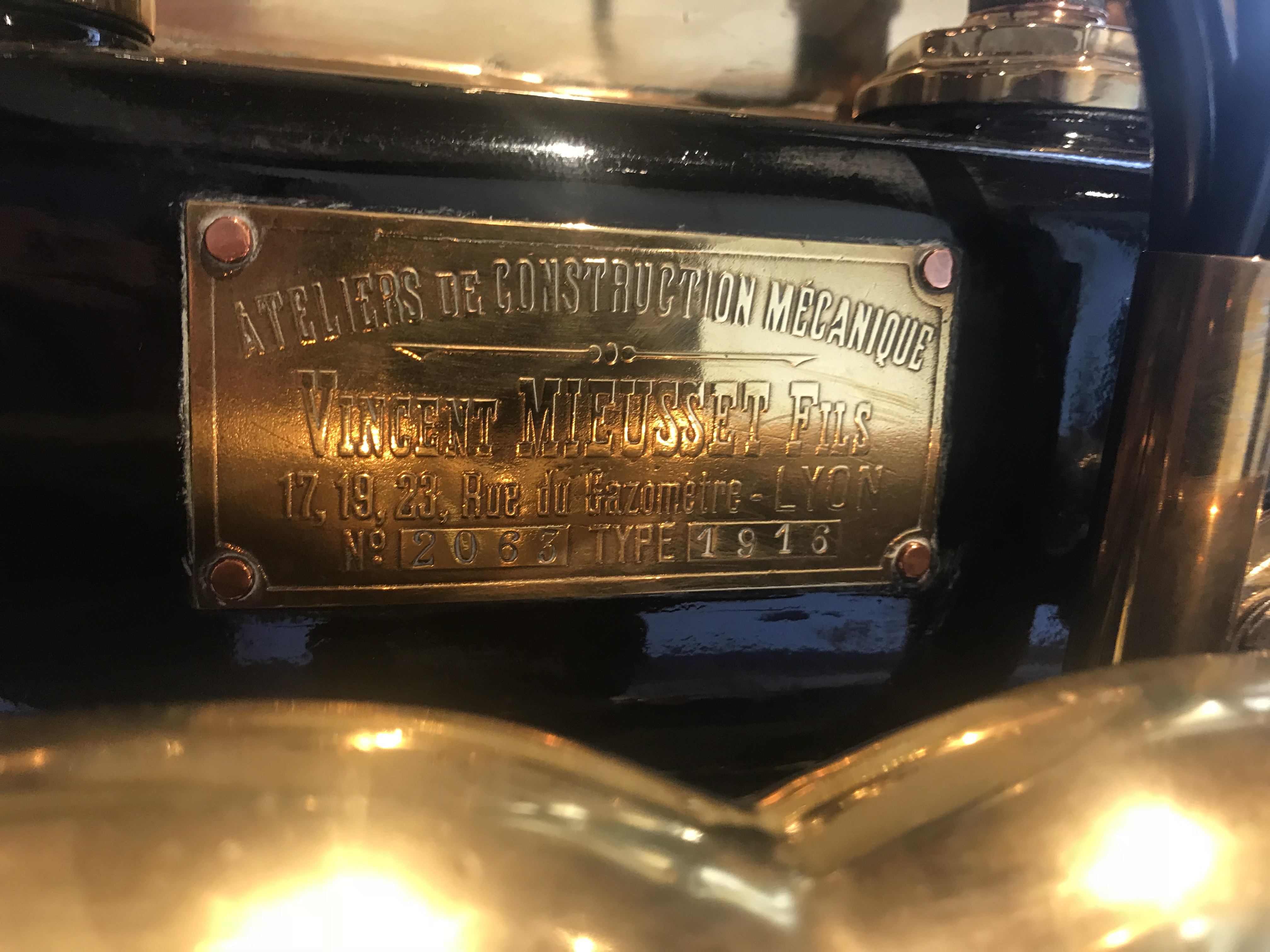
Mieusset.